# Euscorpius concinnus
Euscorpius concinnus je štír čeledi z čeledi Euscorpiidae. Byl nově vyzvednut na úroveň druhu.

## Popis
Euscorpius concinnus je zbarven velice tmavě až černě. Tmavším štírem rodu Euscorpius může být jen Euscorpius sicanus. Metasoma je mohutná.

## Stanoviště
E. concinnus vždy obývá přírodní prostředí a Euscorpius sicanus a Euscorpius tergestinus jsou synantropní.

## Areál rozšíření
Euscorpius concinnus je široce rozšířen v Itálii (Bergamo až Salerno). Byl zjištěn v nadmořské výšce 1500 m. Vyskytuje se v jihovýchodní Francii (oblast Nice). Jedovatost je bezvýznamná.